# Mediace
Mediace (z lat. mediare = „být uprostřed“, z toho česky zprostředkování) je způsob pokojného řešení sporů a konfliktů, jehož cílem je dohoda. Uplatňuje se v právu i mimo ně, zahrnuta jsou v ní nejen právní, ale vždy také psychologická či sociální specifika.
Základem mediace je, že mezi znesvářené strany vstoupí třetí, nezávislá osoba, tzv. mediátor, která se jim stává prostředníkem ke smírnému, kompromisnímu řešení sporných otázek. Podmínkou je, že mediátor musí být nestranný, nemůže jím být osoba spojená s jednou ze stran sporu, neboť pak by mediátor nespravedlivě ovlivňoval druhou stranu a mohl by ji např. přimět akceptovat jako kompromis řešení, jež by pro ni bylo nevýhodné. Výsledek takové nelegitimní mediace zakládá nárok na náhradu škody.

## Význam mediace
Mediace je proces, k němuž se aktéři rozhodují dobrovolně, za průběh je zodpovědný mediátor, za obsah procesu a jeho výsledky jsou pak zodpovědni sami aktéři. Vedle dobrovolnosti existují další principy, kterými se mediační proces řídí. Jsou to např. důvěra, spolupráce, hledání nových možností řešení, mlčenlivost, svoboda rozhodnutí či neutralita. Mediace dovoluje dosáhnout toho, že:
- budou zohledněny zájmy, kterým by v soudním vypořádání nebyla věnována pozornost,
- budou sníženy náklady na řešení a následky konfliktů,
- najdeme nebyrokratické a flexibilní řešení konfliktů.

Cílem mediačního procesu je takové řešení konfliktů, které odpovídá zájmům a potřebám jednotlivých stran. Toho je možno dosáhnout prostřednictvím oboustranného sdílení příčin a pozadí celého konfliktu. V protikladu k tomu stojí soudní otázka viny, jejíž posouzení v mediačním procesu nemá své místo. Cílem není hledání objektivní pravdy, nýbrž nalezení dohody postavené na vzájemné kooperaci.
Metoda mediace je postavena na syntéze částí různorodých disciplín. Z metodického pohledu jsou to především prvky převzaté z oblastí řešení konfliktů a mezilidské komunikace. Hlavním úkolem mediace je dovést znesvářené strany zpět ke vzájemné komunikaci. Mediátor využívá metod aktivního naslouchání, parafrázování, přeformulování atd. Tato nová forma komunikace má zajistit, že konfliktní strany jsou schopny od sebe oddělit osobu a věc, akceptovat rozdílné potřeby a zájmy druhé strany, poznat možná zkreslování skutečnosti.
Mediace má mnoho oblastí využití: rodinná mediace (manželské, vícegenerační porozvodové spory), občanská mediace (sousedské, občanské, pracovní spory; spory mezi nájemníky a majiteli), firemní mediace (pracovněprávní spory; spory mezi managementem, mezi managementem a majitelem), obchodní mediace (kvalita výrobků, poskytovaných služeb, reklamace), politická mediace, mediace ve škole a další.

## Fáze mediace
Během let byly vytvořeny různé modely popisující jednotlivé fáze mediačního procesu. Přestože se tyto fáze model od modelu liší, můžeme u většiny z nich identifikovat následujících pět fází:
1. Zahájení mediace – Nejdříve jsou konfliktní strany obeznámeny s metodou mediace a rolí a chováním mediátora, především s jeho nestranností. V této fázi dochází k uzavření dohody o zprostředkování řešení konfliktu. Další postupy jsou vzájemně ujasněny. Cílem je získání jisté struktury celého nadcházejícího procesu a získání důvěry ze strany klientů.
2. Získávání informací – Na začátek druhé fáze představuje každá strana, jaké jsou její konfliktní body a přání tak, aby témata a konfliktní oblasti mohly být sesbírány a strukturovány pro účely dalšího zpracovávání. Cílem je zjistit v čem spočívá problém a shromáždit potřebná data.
3. Porozumění postojům a zájmům – Ve třetí fázi začíná vlastní zpracování problému tím, že se rozhodne, které z témat se bude řešit jako první. Poté dostane každá strana možnost vyjádřit svůj pohled na každý z konfliktních témat identifikovaných dříve ve druhé fázi. Důležitým je v této fázi především přechod z pozic k zájmům, které stojí za těmito postoji. Nakonec mohou být navržena řešení, která jsou pro konfliktní strany z jejich pohledu spravedlivá a smysluplná.
4. Hledání řešení (kreativní fáze) – Nejdříve jsou sesbírány možností řešení k jednotlivým konfliktním oblastem např. podle pravidel brainstormingu, tedy bez nároku na hodnocení. Teprve poté jsou jednotlivé možnosti konfliktními stranami ohodnoceny. Výsledek by měl uspokojovat všechny strany konfliktu.
5. Uzavření dohody – Na konec jsou výsledky mediace většinou písemně stvrzeny. Dohodnuté body by měly být uvedeny tak, aby bylo jasné, jak budou splněny. Forma by měla umožňovat hodnocení a měřitelnost plnění. V písemné dohodě by také měl být uveden postup v případě nesplnění. Není-li možné dojít ke společnému řešení, je na konci procesu sepsána dohoda o „nedohodě“.

Mediace probíhá většinou v šesti až osmi sezeních, která trvají od dvou do tří hodin.

## Co dělá mediátor
Mediátor je profesionálem vstupujícím mezi strany sporu. Mediátor stranám sporu pomáhá vzájemně pochopit svá stanoviska, dostat se pod jejich povrch, rozpoznat hlubší potřeby a zájmy každé ze stran a na jejich základě pomáhá „vystavět“ novou dohodu, s přihlédnutím k možnostem a limitům té které strany. Specifickými technikami tlumí, nebo naopak „nechá vyvřít“ těžké emoce a postupně přivádí strany do stavu, kdy jsou schopny vnímat (slyšet) jedna druhou, (opět) zapojit rozum a schopnost pochopit, „jak to má ten druhý“. Tomuto okamžiku se také říká „aha efekt“. Jeho dosažení je obrovskou úlevou nejen pro strany, ale i pro mediátora. V průběhu celého procesu tedy mediátor ulehčuje komunikaci a pomáhá stranám při hledání alternativ jejich původně „jediného možného“ řešení. Podaří-li se proces dovést až k dohodě, je dalším úkolem mediátora ohlídat její jednoznačnost, specifičnost a faktickou realizovatelnost, s případnými „pojistkami“.
Zákon o mediaci definuje mediaci jako „postup při řešení konfliktu za účasti jednoho nebo více mediátorů, kteří podporují komunikaci mezi osobami na konfliktu zúčastněnými tak, aby jim pomohli dosáhnout smírného řešení jejich konfliktu uzavřením mediační dohody“ (§ 2 písm. a) zákona o mediaci). Zákon o mediaci se však vztahuje pouze na „zapsané mediátory“

## Kdo je mediátor
Právní úprava mediace v netrestních věcech je uvedena v zákoně č. 202/2012 Sb., zákon o mediaci a o změně některých zákonů (zákon o mediaci). Přinesla do českého právního řádu novou profesi, a to zapsaného mediátora. Ani tato právní úprava však nevylučuje, aby si kdokoliv dal na vizitku „mediátor“ a mediaci vykonával např. jako volnou živnost v režimu živnostenského zákona – bez jakýchkoliv zákonných pravidel a omezení. Kvalifikace mediátora je jedna ze skutečností, na kterou by si měl klient při výběru vhodného mediátora dát obzvlášť pozor.
Zapsaným mediátorem se tedy rozumí fyzická osoba, která složila obě části zkoušky (písemná část je tvořena otázkami z oboru práva, psychologie, sociologie, komunikace a z mediačního procesu; podstatou ústní části je zvládnutí simulovaného mediačního jednání před odbornou komisí, složenou ze zkušených odborníků na ADR procesy, právníků a psychologů) a byla po té na základě své žádosti zapsána Ministerstvem spravedlnosti ČR do seznamu mediátorů.
Postavení zapsaného mediátora je ve vztahu k oběma
stranám neutrální a vyvážené; v procesu vyjednávání zajišťuje rovné
postavení účastníků, kterým poskytuje stejný prostor k vyjádření a
vytváří pro všechny zúčastněné bezpečné prostředí pro jednání; mediátor
nehodnotí, nepřiklání se k žádné ze stran, ani nerozhoduje; je průvodcem
mediačním procesem, v němž si strany samy nalézají řešení odpovídající
jejich potřebám a zájmům, zároveň respektující limity a možnosti té
které strany; mediátor jim pomáhá vidět řešený problém v širších
souvislostech.
Zapsaný mediátor má zákonnou mlčenlivost, týkající
se všeho, co se v průběhu mediace i její přípravy dozvěděl. Povinnost
důvěrnosti se vztahuje i na dokumenty, které během mediace vznikly
(například mediační zápis, poznámky mediátora). Naproti tomu smlouva o
provedení mediace a závěrečná mediační dohoda nejsou předmětem
mlčenlivosti, pokud se strany nedohodnou jinak.

## Rodinná mediace
Na pozadí rostoucího počtu rozvodů, celkové nestability rodinných vztahů a nárůstu problémových rodin roste pozornost kladená na oblast rodinné mediace. Rodinná mediace se zaměřuje na zprostředkování řešení konfliktů mezi členy (vlastní i nevlastní) rodiny.
Rodinná mediace je možnost mimosoudního zprostředkování konfliktů v oblasti rozchodů a rozvodů stejně jako dalších rodinných vypořádání. Nabízí pomoc při zodpovědném nastavení nejen porozchodových a porozvodových pravidel za účasti nestranného mediátora. Dobrovolný proces kooperace, který může končit jen společným, oběma stranami přijatým řešením. Jejím přínosem je také snížení emočního vypětí, které je zvláště v rodinných konfliktech vysoké. Mediace pomáhá odprostit se od dalšího prohlubování nepřátelství a soustředit se na podstatné věci. Tímto dává možnost zachování přijatelných rodinných vztahů do budoucnosti. Rodinná mediace se řídí stejnými pravidly a principy jako jakákoliv jiná mediace (její průběh a principy viz výše).
Oblasti, ve kterých je možné využít rodinnou mediaci:
- Urovnání porozchodových a porozvodových sporů
- Vícegenerační spory
- Příbuzenské spory (např. mezi dospělými sourozenci, mezi rodiči a jejich dospělými dětmi)
- Manželské spory, předmanželské smlouvy
- Spory o výchovu, styk s dětmi a výživné
- Uspořádání bytových otázek, vícegenerační soužití
- Majetkové a finanční vztahy mezi rodinnými příslušníky (neshody kolem rozpočtu rodiny, nakládání s penězi, spory v rámci rodinného podnikání, půjčky či dluhy členů rodiny)
- Spory o dědictví
- Péče o starší či nemocné členy rodiny

Nejvyužívanější oblastí je mediace rozvodová. Ta probíhá paralelně v rámci rozvodového řízení manželů. Mediace má pak dopomoci uzavřít dohodu v otázkách přerozdělení majetku, péče o děti, výši alimentů, bytové situace apod. Cílem je poznat své potřeby a potřeby dětí, ujasnit si právní náležitosti a na jejich podkladě najít optimální řešení porozvodového uspořádání. Mediační proces snižuje rizika dalších konfliktů a rodinných dysfunkcí, tím napomáhá lepšímu vyrovnání se s nastalou situací (zejména u dětí). Snahou rozvodové mediace není ani přivést partnery opět sobě ani se snažit o jejich přátelské vztahy. Prioritou je snaha o vytvoření kompetentních rodičů, kteří jsou i po partnerském rozchodu schopni společně fungovat jako rodiče svých dětí. Zájmy dětí stojí v popředí rozvodové mediace a rozhodnutí poškozující jejich potřeby nemůže být přijato. Je nutno mít na paměti, že v mnoha konfliktních bodech (výživné, majetek) je řešení standardizováno právní legislativou. Před konečným sepsáním a podepsání mediační dohody musí být ověřeno, že výsledky jsou v souladu s právem. Přesto poskytuje mediace prostor pro zodpovědné a flexibilní uspořádání rodinných záležitostí.
Děti a mladiství se mohou na mediačním procesu také podílet. Nejsou však přítomni ve všech fázích, rodiče je mohou přizvat k fázi Získávání informací a Hledání řešení (rodiče mohou a nemusí být přítomni). Děti tak mohou přinést svá vlastní témata a zájmy, které se mohou od témat rodičů lišit. V rámci hledání řešení můžeme využít dětskou kreativitu a zjistit jejich přání a návrhy. Podstatné je, že zodpovědnost za řešení nesou vždy rodiče.

## Mediace v právu
České právo svěřuje roli mediátorů v civilních sporech nejen specializovaným mediátorům, ale také soudům. Každý má právo obrátit se na soud se žádostí o zprostředkování smíru ve zvláštním smírčím řízení (tzv. prétorský smír). Této možnosti je však vzhledem k přetrvávající pomalosti soudů využíváno jen výjimečně, neboť se jí oddaluje dosažení pravomocného rozsudku. Významným faktorem je i to, že se za smírčí řízení vybírá soudní poplatek až do výše 20 000 Kč. V zemích s dobře fungující justicí, např. v USA, ve Francii nebo v Německu, je naopak mediace, soudní i mimosoudní, častým a vyhledávaným způsobem řešení sporů jak obchodní, tak běžné civilní povahy. Důvodem k tomu jsou její rychlost a ve srovnání s litigací mnohem nižší náklady.
O dosažení smíru mezi stranami v civilních věcech se má soud nicméně pokusit i v řízení o běžné žalobě. Podaří-li se dosažení takového smíru (tzv. soudní smír), má účinky pravomocného rozsudku a lze na jeho základě např. nařídit výkon rozhodnutí. Mediace má v omezené míře místo i v trestním řízení, v České republice působí Probační a mediační služba, mezi jejíž úkoly patří být prostředníkem mezi pachateli trestných činů a jejich oběťmi (poškozenými). Tento termín se také používá v mezinárodním právu, kdy ve sporu dvou (a více) států vystupuje třetí stát jako mediátor.

### Mediace v civilních sporech v České republice
Přijetím směrnice Evropského parlamentu a Rady č. 2008/52/ES ze dne 21. května 2008 byla Česká republika zavázána k přijetí právní úpravy v oblasti mediace v civilních sporech nejpozději do 21. května 2011. Ačkoliv Česká republika zahájila přípravy potřebné legislativy včas, první vládní návrh zákona o mediaci v civilních věcech nebyl přijat. Opětovný vládní návrh zákona o mediace v civilních věcech byl poslancům rozeslán dne 18. července 2011 jako sněmovní tisk 426/0. Během legislativního procesu prošel zákon významnými změnami. Dne 10. února 2012 byl návrh zákona Poslaneckou sněmovnou schválen a postoupen Senátu. Senát návrh zákona navrátil s drobnými změnami Poslanecké sněmovně, která dne 2. května 2012 zákon o mediaci definitivně schválila. Ve Sbírce zákonů vyšel pod č. 202/2012.
Princip spočívá v tom, že i v běžném soudním sporu může soud, uzná-li to za vhodné a účelné, podle § 100 odst. 2 OSŘ účastníkům řízení nařídit, aby se setkali s mediátorem (osobou zapsanou v seznamu mediátorů), a po dobu mediace přerušit řízení. Úspěšnost mediace se pohybuje okolo 75 %, v případě rodinné mediace okolo 60 %.[zdroj?] Důvodová zpráva k návrhu zákonu předpokládala pokles soudní agendy o 10 %. Zákon o mediaci mj. také přinesl změny v promlčení práv – mediace řádně zahájena mediační dohodou staví po dobu svého řádného průběhu běh promlčecích lhůt (§ 647 OZ).
Návrh zákona se stal také předmětem zájmu České advokátní komory, která prosazovala možnost, aby mohli být mediátory jen právníci. Schválená podoba zákona umožňuje výkon mediátorské profese osobám s vysokoškolským vzděláním magisterského stupně, tedy nejen právníkům. Advokátní komora však prosadila kritizovanou dvoukolejnost zákona, když mediátoři, kteří jsou advokáty, vykonávají zkoušky mediátorů pod advokátní komorou a také jí jsou kárně odpovědní, ostatní mediátoři zkoušky vykonávají u Ministerstva spravedlnosti České republiky a jsou kárně odpovědní ministerstvu.
Na mediátora, který není zapsaným mediátorem, se nevztahuje zákon o mediaci a tím související mlčenlivost, účinky přerušení promlčecích a prekluzivních lhůta v neposlední řadě ani možnost, aby sepsaná mediační dohoda byla vykonatelná. Taktéž nemá zákonnou mlčenlivost.